# زیردریایی یو-۱۵ (۱۹۳۶)
زیردریایی یو-۱۵ (۱۹۳۶) (به انگلیسی: German submarine U-15 (1936)) یک زیردریایی است که طول آن ۴۲٫۷۰ متر (۱۴۰ فوت ۱ اینچ) می‌باشد. این زیردریایی در سال ۱۹۳۶ ساخته شد.